# Braunersgrüner Weiher
Der Braunersgrüner Weiher ist ein vier Hektar großes Staugewässer in der Gemeinde Höchstädt im Fichtelgebirge im Landkreis Wunsiedel im Fichtelgebirge. Er ist nach dem Dorf Braunersgrün benannt. Östlich grenzt die Bundesautobahn 93 Regensburg – Hof an, früher führte die Bundesstraße 15 unmittelbar vorbei. Eigentümerin ist die Sigmund-Wann-Stiftung in Wunsiedel. Gespeist wird der Teich vom Dangesbach.

## Nutzung
Die teichwirtschaftliche Nutzung hat der Fischereiverein Wunsiedel, der Fischbesatz besteht aus Karpfen, Schleie, Hecht, Zander, Forelle, Weißfisch.

## Geschichte
Der Weiher bestand bereits um das Jahr 1420; er wurde auf Veranlassung des Oberhöchstädter Schlossherrn Erhard Rohrer angelegt und diente damals der Karpfenzucht.

## Auszeichnung Kulturgut Teich
Das Staugewässer ist nicht nur für die Teichwirtschaft bedeutend, sondern es hat auch eine herausragende ökologische Bedeutung als teilweise geschütztes Biotop mit seltenen Pflanzen. Der Weiher wurde 2006 von der Teichgenossenschaft Oberfranken und vom Bezirk Oberfranken mit dem Prädikat Kulturgut Teich ausgezeichnet.